# Falsistrellus mordax
Falsistrellus mordax é uma espécie de morcego da família Vespertilionidae. Endêmica da Indonésia, pode ser encontrada apenas em Java.